# Fidenza
Fidenza (antes Borgo San Donnino) es una ciudad italiana, de 23.957 habitantes (2004), situada en la provincia de Parma, en la región Emilia-Romaña. Su nombre proviene del latín Fidentia. En la Alta Edad Media fue rebautizada como Borgo San Donnino. Perteneció al Ducado de Parma desde 1556. Fue anexionada al Reino de Italia, hasta su ocupación por Austria el 15 de abril de 1814. En 1927 se le dio el nombre actual.
El monumento más famoso de Fidenza es su catedral, que data del siglo XII y está dedicada a Domnino de Fidenza, quien fue martirizado en tiempos del emperador Maximiano (año 304).
La catedral es una de las iglesias en estilo románico lombardo mejor conservadas de los siglos XI a XIII en el norte de Italia. La parte superior de la fachada está incompleta, pero la inferior con sus tres portales y esculturas, es un buen ejemplo de escultura románica, incluyendo dos estatuas de Benedetto Antelami y bajorrelieves con las Historias de San Domnino. El interior es simple y bien proporcionado, y no ha sido afectado por restauraciones. 
La estatua erigida en frente de la catedral del apóstol Pedro es famosa por sus dedos que apuntan en dirección a la ciudad de Roma, en la mano izquierda hay una tarjeta en la que se lee «Yo te enseño el camino a Roma» que es una de las primeras señales de indicación de dirección del mundo.

## Demografía
| Gráfica de evolución demográfica de Fidenza entre 1861 y 2011 |
|                                                               |
| Fuente ISTAT - elaboración gráfica de Wikipedia               |